# دست‌چین سطح پشتی
در گرافیک رایانه‌ای دست‌چین پشت-سطح (Back-face Culling) تعیین می‌کند که هر یک از چندضلعی‌های یک شیء سه بعدی قابل رؤیتند یا خیر. این عمل با مقایسه زاویه دید دوربین با بردار نرمال آن چند ضلعی صورت می‌گیرد.

## توضیحات تکمیلی
یکی از مراحل Pipeline گرافیکی این است که مشخص می‌کند نقاط یک چندضلعی زمانی که در صفحه ظاهر می‌شوند در جهت ساعت گرد رسم می‌گردند یا خلاف آن. اگر کاربر ذکر کرده باشد که چند ضلعی‌های رو به جلو به صورت چرخش ساعت گرد رسم می‌شوند آنگاه چند ضلعی‌هایی که به صورت خلاف ساعت گرد باشند پشت به دوربین تشخیص داده شده، روی صفحه ترسیم نمی‌گردند. این پروسه با کاهش تعداد چند ضلعی‌هایی که باید ترسیم شوند رسم اشیاء را برای برنامه سرعت می‌بخشد. برای مثال کره‌ای را تجسم کنید که در جلوی دوربین قرار گرفته باشد. روشن است که چند ضلعی‌های سازنده این کره که در پشت آن قرار دارند در تصویر آن در دوربین هیچ گونه تأثیری نمی‌گذارند چرا که توسط چندضلعی‌های جلویی پوشانده شده‌اند. بنابراین رسم آن‌ها بیهوده است و فقط منابع سیستم را درگیر می‌کند. حال فرض کنید می خواهیم جنگلی پر درخت را ترسیم کنیم. به نظر شما چه تعداد از چند ضلعی‌های سازنده این درختان در پشت آن‌ها هستند و در تصویر تشکیل شده نقشی ایفا نمی‌کنند؟ با حذف آن‌ها چه مقدار پردازش کمتر می‌شود؟
باید توجه داشت که این روش تنها در مورد چندضلعی‌های تک‌وجهی که تنها از یک سمت قابل رؤیت هستند کاربرد دارد و چند ضلعی‌های دووجهی از هر دو جهت رسم می‌شوند و بنابراین چیزی به نام دست‌چین پشت-سطح ندارند.

## روش‌های مشابه
تکنیک مشابه دیگری با نام Clipping وجود دارد که موجب می‌شود فقط چندضلعی‌هایی که داخل زاویه دید دوربین هستند برای ترسیم ارسال شوند.
شگرد مشابه دیگر دست‌چین زی (Z-culling) نام دارد که با نام دست‌چین بندشی (Occlusion Culling) نیز شناخته می‌شود. این تکنیک نیز می‌کوشد تا از ترسیم چندضلعی‌هایی که به واسطه سایر چندضلعی‌های قابل رؤیت از دید دوربین پنهان هستند صرف نظر کند.

## مطالعه بیشتر
- Geometry Culling in ۳D Engines، نوشتهُ Pietari Laurila